# US Quevilly-Rouen Métropole
US Quevilly (franceză Union Sportive Quevillaise) este un club de fotbal francez din Le Petit-Quevilly (Seine-Maritime). Echipa evoluează pe Stade Amable Lozai, ce are o capacitate de 2 500 locuri.

## Palmares
| Cupele Naționale                                                                             |
| - Cupa Franței (0) : - Finalistă : 1927, 2012. - Semifinale : 1968, 2010. - Sferturi : 2005. |

## Cupa
| 1927 | Quevilly | 0 - 3 | Marseille |
| 2012 | Quevilly | 0 - 1 | Lyon      |

| 1927 | Quevilly | 1 - 0 | Raphaëlois |
| 1968 | Quevilly | 1 - 2 | Bordeaux   |
| 2010 | Quevilly | 0 - 1 | PSG        |
| 2012 | Quevilly | 2 - 1 | Rennes     |